# Église Saint-Jean de Malmö
L'église Saint-Jean de Malmö (suédois : Sankt Johannes kyrka) est une église protestante située dans la ville de Malmö en Suède.
L'architecte est Axel Anderberg.

## Historique
L'église a été construite de 1903 à 1907 et a été conçue par l'architecte Axel Anderberg. Au-dessus de la porte, on peut lire 1906, année prévue pour l'inauguration, mais un conflit de travail a retardé l'inauguration. Les constructeurs étaient Frans Andersson et O. Knutsson. Les trois cloches de l'église ont été coulées par M & O Ohlsson à Lübeck en 1906.
La longueur de l'église est de 52 mètres, la hauteur du toit est de 26 mètres et la tour est haute de 60 mètres.
L'église est recouverte de briques rouges sur un socle de granit. Les formes douces et arrondies sont typiques du style Art nouveau dans lequel l'église a été construite. Le clocher est placé dans l'angle nord-est de l'église et non dans l'axe de la nef, comme c'est habituellement le cas, conformément à la liberté du style Art nouveau par rapport à la répétition, au XIXe siècle, d'idéaux plus anciens dans l'art de la construction.
Il n'y a pas de porche et les portes donnent directement sur la nef. L'intérieur de l'église est rempli de roses, sculptées dans la pierre, dans le bois et peintes. La rose est un symbole du Christ ("Une rose a surgi"). C'est pourquoi l'église Saint-Jean est appelée « église des roses ». Le long du côté gauche de la nef se trouvent trois anges tenant dans leurs mains les symboles de l'espoir, de l'amour et de la foi. L'espoir et la foi sont symbolisés respectivement par des ancres et des croix, tandis que l'amour est représenté par des roses au lieu du cœur habituel.
Sur le côté opposé (sud), trois anges sont également représentés avec des branches d'olivier, des mains jointes et des versets d'hymne comme symboles de la paix, de la prière et de la louange de Dieu. À l'avant du chœur, cinq autres anges sont représentés. Tout d'abord, deux anges gardiens de chaque côté, portant respectivement une lance et une épée, puis deux anges portant le calice et le pain de l'Eucharistie. Au centre, surplombant l'autel, se trouve le cinquième ange, avec une bannière sur laquelle est écrit « Oh saint, oh saint, oh saint ». Les églises contiennent traditionnellement douze anges, mais le douzième ange, qui était fait de bois sculpté et placé au sommet de l'autel, a été enlevé.
L'arc de triomphe de l'église est orné du réformateur suédois Olaus Petri et de son homologue danois Claus Mortensen, en hommage à l'histoire danoise de Malmö. Pendant la Réforme, Malmö était danoise et Claus Mortensen était actif à Malmö. De l'autre côté de la chaire se trouve une image de Martin Luther et, au-dessous de lui, devant un cadre similaire, se trouve la chaire du vicaire.
L'escalier menant à l'autel est recouvert d'un tapis conçu par l'artiste textile Märta Måås-Fjetterström.
Le retable est entièrement en chêne et a été inauguré en 1909. Le retable, le cadre et le support sur lequel repose le tableau ont été sculptés à la Malmö Snickerifabrik et la peinture en relief a été réalisée par Harald Sörensen-Ringi. Ses enfants ont modelé les deux enfants du côté gauche de Jésus et la femme agenouillée du même côté est d'après sa femme. À l'extrême gauche du retable (côté droit de Jésus) se trouve la représentation relativement rare d'une femme écoutant Jésus tout en allaitant son enfant. Le retable a fait l'objet de plusieurs moulages en plâtre, dont certains sont utilisés par des églises du Norrland et de Finlande.

## Dimensions
Les dimensions de l'édifice sont les suivantes :

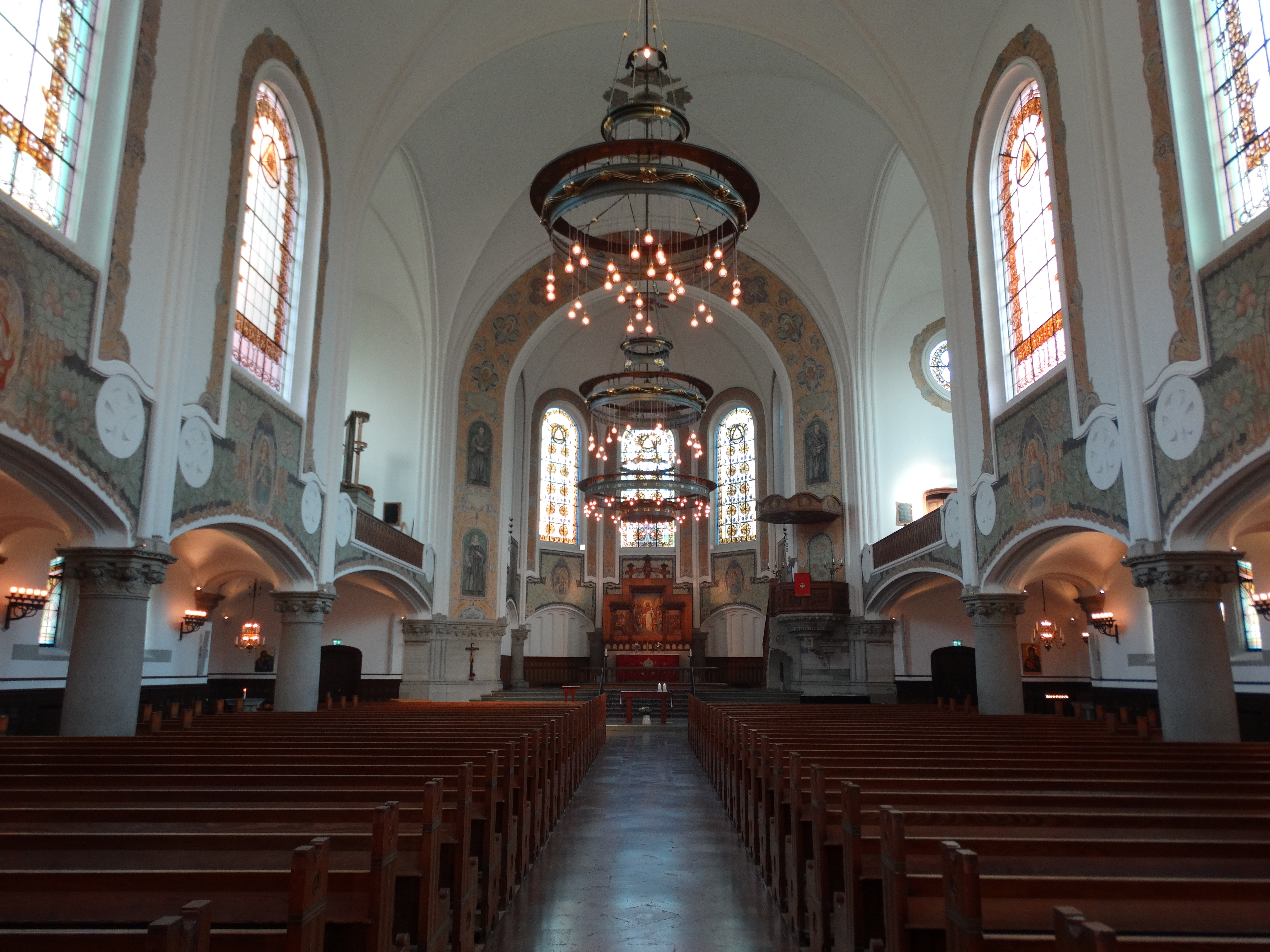
Intérieur de l'église.

- Hauteur sous voûte : 26,1 m
- Longueur : 52,3 m
- Hauteur de la tour : 60,2 m [2]